# Тренчер (посуд)

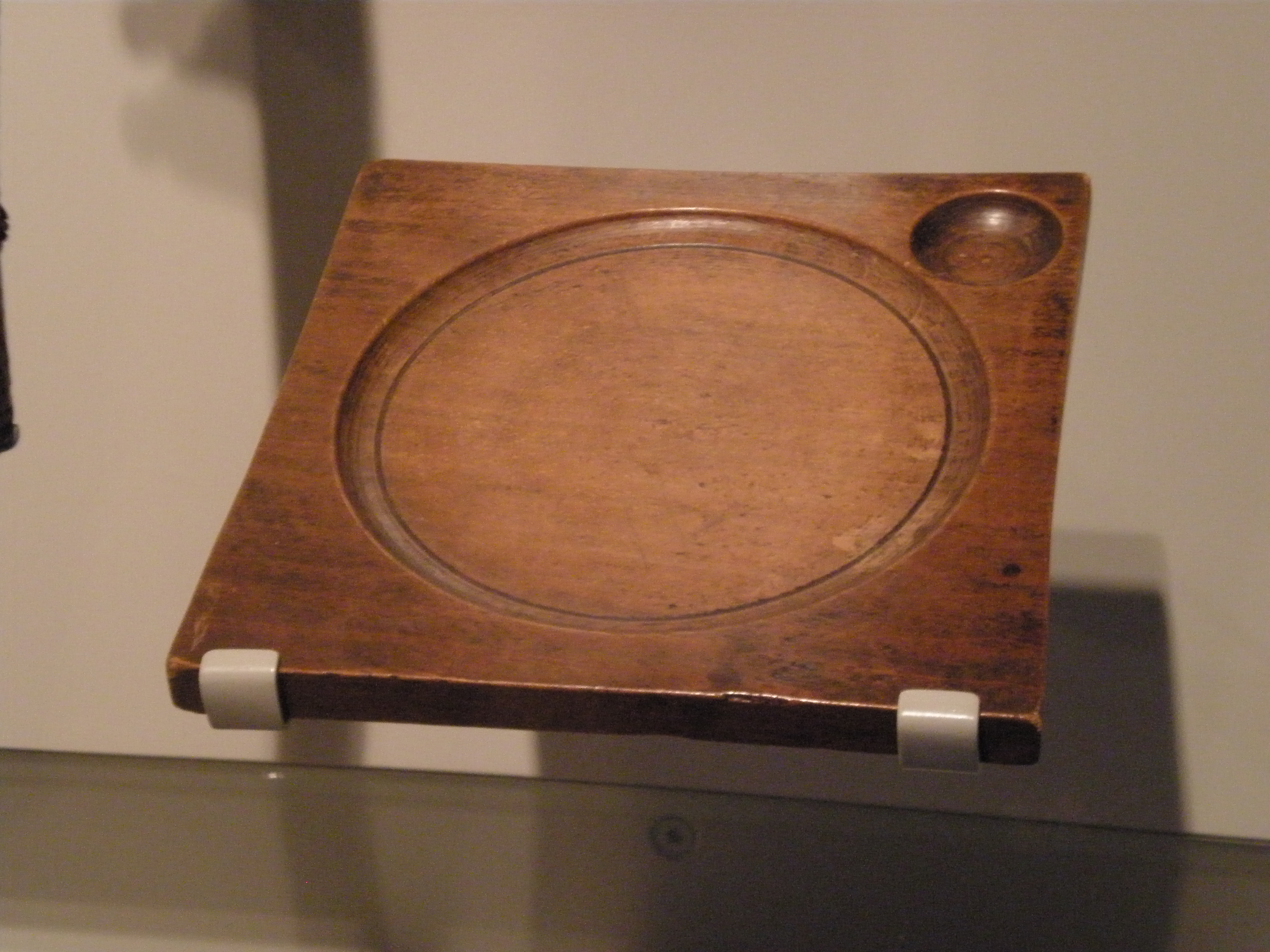
дерев'яний тренчер

Тренчер (від старофранцузького tranchier; «вирізати») — тип столового посуду, що зазвичай використовувався у середньовічній кухні. Традиційно, тренчер — це шматок черствого хліба, нарізаного квадратної форми, який використовували як тарілку, на яку клали страву перед тим, як її з'їсти. У кінці трапези, тренчер можна було з'їсти з соусом, але частіше його віддавали як милостиню бідним. Згодом тренчер перетворився на маленьку тарілку з металу або дерева.